# جزيرة بانغكاي
جزيرة بانغكاي وهي جزيرة من جزر إندونيسيا، وتقع في إقليم بنغكولو.